# 小川昂
小川 昂（おがわ たかし、1912年3月1日 - 2008年4月14日）は日本のミュージック・ライブラリアン (音楽司書) の先駆者。NHK資料室でレコードや楽譜など音楽資料の整理に長年携わり、音楽関係の多様なレファレンスブックを刊行。また後進の育成にも尽力した。1972年黄綬褒章受章。

## 生涯
1912年東京に生まれた小川昂は、父の転勤により10歳の時京都へ転居。役人であった父親は几帳面で整理魔であり、また管楽器を吹く趣味もあった。小川は中学在学中からチェロを学び東京音楽学校に進学を志すが、父の許しが得られず断念。京都帝国大学農学部図書室へ就職し、上司や先輩から仕事の手ほどきを受ける。京大オーケストラに参加する一方、青年図書館連盟の集会で間宮不二雄に認められる。京大委託学生として文部省図書館講習所で学び、その縁で長野県立長野図書館の司書となる。このころ欧米の音楽施設を視察したNHK洋楽課長太田太郎が音楽ライブラリー創設を目論み、音楽好きの司書である小川に白羽の矢が立つ。
1939年NHKに入った小川は、早速新交響楽団機関誌『音楽雑誌フィルハーモニー』の主要記事索引を編集、1940年に同誌2月号付録として刊行。またアメリカのLibrary Journalなどの文献で音楽資料の整理方法を学び、カード目録を楽譜やレコードの整理に取り入れる。戦後1950年図書館法が制定されると視聴覚資料の整理について問い合わせが相次ぎ、音楽之友社の堀内敬三の協力で『レコードはいかに整理するか』を出版。NHK内部でも『NHK音楽資料通信』に「目録教室」を連載し、LC (米国議会図書館) の記述目録規則等を紹介。一方でLPレコードが急速に普及しNHKで扱う音楽作品が増大すると、楽曲管理のために「外国楽曲の呼び方」のレファレンスブックを充実させ、これは後に『洋楽索引』に結実する。
1940年頃から小川は、明治以降の日本における西洋音楽に関する文献目録作成にも取り組んだ。多くの知己の協力により、上野の帝国図書館の書庫、音楽之友社、音楽専門古書店である神保町の古賀書店などに通い、また全国の図書館蔵書目録にも目を通して『本邦洋楽文献目録』を編纂、1952年に音楽之友社から刊行した。これは後に『洋学の本』に繋がった。
1963年から関わったNHK交響楽団では、オーケストラ・ライブラリアン
の仕事をする一方、『NHK交響楽団40年史 : 1926-1966』 の編纂、刊行 (1967年)、N響機関誌『フィルハーモニー』創刊以来の総索引の編集、刊行 (1968年) にも携わった。1972年にはN響はじめ日本のオーケストラの定期公演記録をまとめた『日本の交響楽団 定期公演記録：1927-1971』を刊行。さらに1974年の創設から関わった民音音楽資料館 (現・民音音楽博物館) では、『新編 日本の交響楽団 定期演奏会記録：1927-1981』を1983年に刊行した。この公演記録は続編が民音から引き続き刊行されている。
小川は音楽図書館員の育成と内外のネットワーク構築にも長年尽力した。1956年にはIAML (国際音楽資料情報協会) に日本人として初めて加入。同年国際音楽評議会 (IMC) 年次総会に出席、1960年には国際民族音楽評議会 (IMCFMC) 年次総会に出席し講演、展示を行った。1966年に在京の音楽図書館館員有志による音楽資料研究会を指導。また1971年発足した音楽図書館協議会の顧問に1974年就任し、終生その立場で音楽図書館界の発展に寄与した。小川の仕事への情熱は関係者の広く認めるところであり、多くの後進に慕われる中、2008年に96歳で没した。

## 略年譜
所属機関を中心とした略年譜は次の通り。
- 1912年 (明治45年) 3月1日 東京に生まれる。10歳のとき京都に転居。
- 1930年 (昭和5年) 私立東山中学校卒業。京都帝国大学農学部図書室に雇員として採用 (18歳)
- 1936年 (昭和11年) 文部省図書館講習所（後の図書館情報大学）修了 (24歳)
- 1937年 (昭和12年) 長野県立長野図書館司書に着任 (25歳)
- 1939年 (昭和14年) 日本放送協会 (NHK) に入り、業務局文芸部洋楽課 (のち業務局音楽部) に勤務、新設された資料室で音楽資料の整理にあたる (27歳)
- 1956年 (昭和31年) IAML (国際音楽資料情報協会) 加入。国際音楽評議会 (IMC) 年次総会に出席 (ウィーン)。ヨーロッパ諸都市の図書館、放送局を視察 (44歳)
- 1961年 (昭和36年) NHK放送業務局資料部長に就任 (49歳)
- 1962年 (昭和37年) NHK芸能局ラジオ音楽部長兼テレビ音楽部長に就任 (50歳)
- 1963年 (昭和38年) NHK放送業務局付、NHK交響楽団に出向、常務理事および事務長に就任 (51歳)
- 1966年 (昭和41年) 遠山音楽財団 (のち日本近代音楽財団) 評議員に就任 (54歳)
- 1968年 (昭和43年) NHK定年退職。ひきつづきN響常務理事、事務長を務める (56歳)
- 1970年 (昭和45年) N響退任、団友 (58歳)
- 1971年 (昭和46年) 日本音楽著作権協会業務局資料部嘱託 (～73年) (59歳)
- 1974年 (昭和49年) 民音音楽資料館常勤顧問に就任 (～87年)。音楽図書館協議会顧問に就任 (62歳)
- 1980年 (昭和55年) 民主音楽協会理事に就任 (～87年退任。評議員就任～88年) (68歳)
- 1987年 (昭和62年) 日本近代音楽館資料委員に就任 (75歳)
- 2008年 (平成8年) 4月14日 逝去 (96歳)

## 主な著作
- 『レコードはいかに整理するか』 (音楽之友社、1950)

### 洋楽の本
- 『本邦洋楽文献目録』 (音楽之友社、1952)
- 『本邦洋楽関係図書目録』 (音楽之友社、1957)
- 『本邦洋楽関係図書目録・新版』 (音楽之友社、1965)
- 『洋楽の本：明治期以降刊行書目』 (民音音楽資料館、1977)

### 日本の交響楽団
- 『日本の交響楽団 定期公演記録：1927-1971』 (カワイ楽譜, 1972)
- 『新編 日本の交響楽団 定期演奏会記録：1927-1981』 (民主音楽協会音楽資料館、1983)
- 小川昂・中村洪介編著『日本のオーケストラ：1983-1985』 (日本交響楽振興財団、1988)

### 洋楽索引
- 日本放送協会編『外国楽曲の呼び方』 (ラジオサービスセンター、1953)
- 日本放送協会編『新・外国楽曲の呼び方』 (日本放送協会、1962)
- 『洋楽索引：作曲者と原題と訳題を引き出すための』 (民音音楽資料館、1975)
- 『洋楽索引：作曲者と原題と訳題を引き出すための. 下巻』 (民音音楽資料館、1980)

## 栄誉・受賞
- 1961年 11月 日本図書館協会会長賞
- 1972年 4月 黄綬褒章
- 1973年 3月 鳥井音楽賞 (現サントリー音楽賞)  (『日本の交響楽団』により) [8]
- 1993年 12月 音楽之友社賞 (NHK『日本民謡大観』制作スタッフとして)
- 1995年 6月 渡邊暁雄音楽基金特別賞[9]
- 1998年 10月 N響「有馬賞」[10]、12月 新日鉄音楽賞・特別賞 (現・日本製鉄音楽賞) [11]